# 姜哲
姜哲（1954年—），江苏镇江人，汉族，中华人民共和国政治人物、第十一届全国人民代表大会江苏地区代表。
毕业于镇江农业机械化学院动力机械工程系内燃机专业，担任进出口商会会长。2008年起担任全国人大代表。